# Little Corby
Little Corby – osada w Anglii, w Kumbrii, w dystrykcie (unitary authority) Cumberland. Leży 9 km na wschód od miasta Carlisle i 418 km na północny zachód od Londynu.